# آن. إي. كيلي
آن إليزابيث كيلي (1954-2007) هي عالمة أعصاب أمريكية الجنسية، تخصصها الأساسي كان في علم الأعصاب للإثابة والسلوك. وحازت على العديد من الجوائز، وشغلت منصب أستاذة في جامعة ويسكونسن الأمريكية.

## السيرة الشخصية
ولدت آن. إي. كيلي في مدينة ميلتون بولاية ماساتشوستس. ونشأ اهتمامها بـ العلوم العصبية من رحلة ميدانية إلى هارفارد. ودراستها الجامعية في جامعة بنسلفانيا،   وكانت مهتمة بالرياضة في الجامعة أيضًا وترأست فريقين في رياضتين مختلفتين هما الهوكي والـ لاكروس.  ثم حصلت على زمالة ثورون Thouron التي سمحت لها بالحصول على درجة الدكتوراه في جامعة كامبريدج، إنجلترا، تحت إشراف سوزان إيفرسن ‏. وكانت من بين أول 13 امرأة تم قبولها في كلية ترينيتي في عام 1976. وفي كامبريدج استمرت في لعب لاكروس، وكانت عضوة في فريق التجديف. واصلت عملها في كلية الطب بجامعة هارفارد مع والي ناوتا Walle Nauta. وفي وقت لاحق، شغلت مناصب بحثية وتدريسية في جامعة بوردو في فرنسا، وجامعة هارفارد وجامعة نورث إيسترن، قبل أن تستقر في جامعة ويسكونسن، والتي حصلت فيها على درجة الأستاذية، وأصبحت أستاذة علم الأعصاب المتميزة في ولاية ويسكونسن في عام 2006. وفي جامعة ويسكونسن، عملت أيضًا مديرة برنامج تدريب علم الأعصاب. وفي عام 2006، تم تكريمها بجائزة جائزة ميكا سالبيتر لإنجاز العمر من جمعية علم الأعصاب. وتوفيت متأثرة بمرض سرطان القولون النقيلي في 5 أغسطس 2007 في منزلها في ماديسون ، ويسكونسن، عن عمر يناهز 53 عامًا.
العالمة كيلي إليزابيث كانت محبة جدًا للرياضة، وكانت ضمن القيادات النسوية في فريق لاكروس النسائي وفريق الهوكي في جامعة بنسلفانيا.  وأنشأت فريقًا نسويًا يمارس رياضة التجديف مكونًا من ثمانية فتيات في كامبريدج وكانت المتميزة لدى الفريق.  وشاركت في بطولة مايو بامبس أمام أربعة نساء. وكانت من المحبات للتزلج أيضًا.
كانت كيلي أم لثلاثة أطفال. 

## ابحاث
ركزت أبحاث كيلي على علم الأعصاب للمكافأة والسلوك. كانت خبيرة رائدة في تقنية الحقن المجهري داخل الدماغ. 
خلال حصولها على درجة الدكتوراة وفي السنوات التالية، درست أنظمة القشرية المتوسطة ودور الأفيونات في التفاعلات بين المخطط والدوائر التنظيمية تحت المهاد في السيطرة على السلوك.   بعد هذه الدراسات ركزت على سلوك الأكل وتناول الطعام. وجدت أن سلوك الأكل يتوسطه μ المواد الأفيونية الفعالة، ولكن هذه الآلية كانت تعتمد على استساغة الطعام. 
وأجرت بعد ذلك دراسات لتحديد أي جزء من المخطط كان مسؤولًا عن هذه الآلية. بالتعاون مع مين شانغ Min Zhang ، وأجرت دراسة على التسريب الدقيق أظهرت أن المناطق البطنية والجانبية من المخطط، بما في ذلك القشرة وجوهر النواة المتكئة، كانت أكثر حساسية لحقن الأفيونات التي تسبب تغيرات سلوكية.  
أجرت كيلي بمساعدة زميلها نيد كالين مجموعة من التجارب العلمية للوصول إلى الرابط بين التمثيلات الحسية، والقيمة التحفيزية بينهما.  التجارب أجريت على قرود الريس وهي نوعية متخصصة من الحيوانات لاجراء التجارب عليها، واكتشفوا في التجربة أنه بعد إصابة منطقة اللوزة الدماغية لدى القرود، وجدوا أنها لم تعد تشعر بأي خوف كرد فعل، حتى أمام الحيوانات المفترسة.
بحثت العالمة الأمريكية أيضًا كيفية تأثير التتبع التقدمي والرجعي على الإسقاطات العصبية من اللوزة الدماغية إلى الجسم المخطط.   وذلك خلال الفترة التي كانت تعمل فيها أبحاثها مع والي ناوتا Walle Nauta. ووصلوا خلال الدراسة إلى أن الاسقاطات العصبية أكثر اتساعًا مما كان يعتقد في وقت سابق، وأن اللوزة الدماغية تعصب أجزاء كبيرة من المخطط الذيلية. بما أن اللوزة الدماغية متورطة في الدافع، فقد تكهنوا بأن المخطط قد يتوسط في جزء كبير منه عن طريق الدافع.
وبالإضافة لكل ما سبق أثبتت عالمة الأعصاب الأمريكية آن كيلي أن تناول الطعام يشبه الإدمان، وأنه له نفس تأثير تناول المخدرات.    واكتشفت أن تناول الطعام المالح أو الحلو له نفس تأثير حقن الأدوية الأفيونية في النواة المتكئة بطريقة مماثلة كان تناول الكحول، ولكن ليس تناول الماء.

## ميراث
التكريم الحقيقي جاء بعد وفاة كيلي، حيث حصلت بعد وفاتها بسنتين على جائزة قاعة الشرف باتريشيا غولدمان راكيك من جمعية علم الأعصاب.  وأنشأت جامعة ويسكونسن ماديسون زمالة آن ي. كيلي Ann E. Kelley في العلوم السلوكية على شرفها.  وأسست جامعة بنسلفانيا منحة آن أي. كيلي Ann E. Kelley التذكارية في عام 2007. في عام 2013 ، خصصت مجلة علوم الأعصاب والسلوك Neuroscience &amp; Biobehavioral Reviews مجلدًا لها.